# Lisztszagú tölcsérgomba
A lisztszagú tölcsérgomba (Clitocybe vibecina) a pereszkefélék családjába tartozó, Eurázsiában honos, fenyvesekben, vegyes erdőkben élő, nem ehető gombafaj.

## Megjelenése
A lisztszagú tölcsérgomba kalapja 2-5 cm széles, alakja fiatalon domború, majd hamar laposan kiterül, közepe bemélyedő lesz. Színe halvány szaruszürke, olívszürke vagy olívbarna. Széle kissé világosabb, mindig áttetszően bordás. Higrofán, kiszáradva erősen kihalványodik, míg nedves időben felülete zsírosan fénylik.
Húsa puha, vizenyős, színe piszkosfehér vagy halványbarna. Szaga és íze avas lisztre emlékeztet. 
Lemezei tönkhöz nőttek vagy kissé lefutók. Színük piszkosfehér.
Tönkje 2,5-4 cm magas és 0,15-0,35 cm vastag. Alakja hengeres vagy gyakran lapított. Színe a kalapéval megegyezik, felszíne fehéren pelyhes vagy csupasz.
Spórapora fehér. Spórája ellipszis vagy csepp alakú, mérete 4,5-7,5 x 3-4,5 μm. 

### Hasonló fajok
A szürkéslemezű tölcsérgomba, a kétszínű tölcsérgomba, a sötétköldökű tölcsérgomba és más szürkés színű tölcsérgombák hasonlíthatnak rá.

## Elterjedése és termőhelye
Eurázsiában honos. Magyarországon ritka. 
Fenyvesekben és vegyes erdőkben található meg, elsősorban kéttűs fenyők és luc alatt, seregesen vagy boszorkánykörökben. Szeptembertől decemberig terem. 

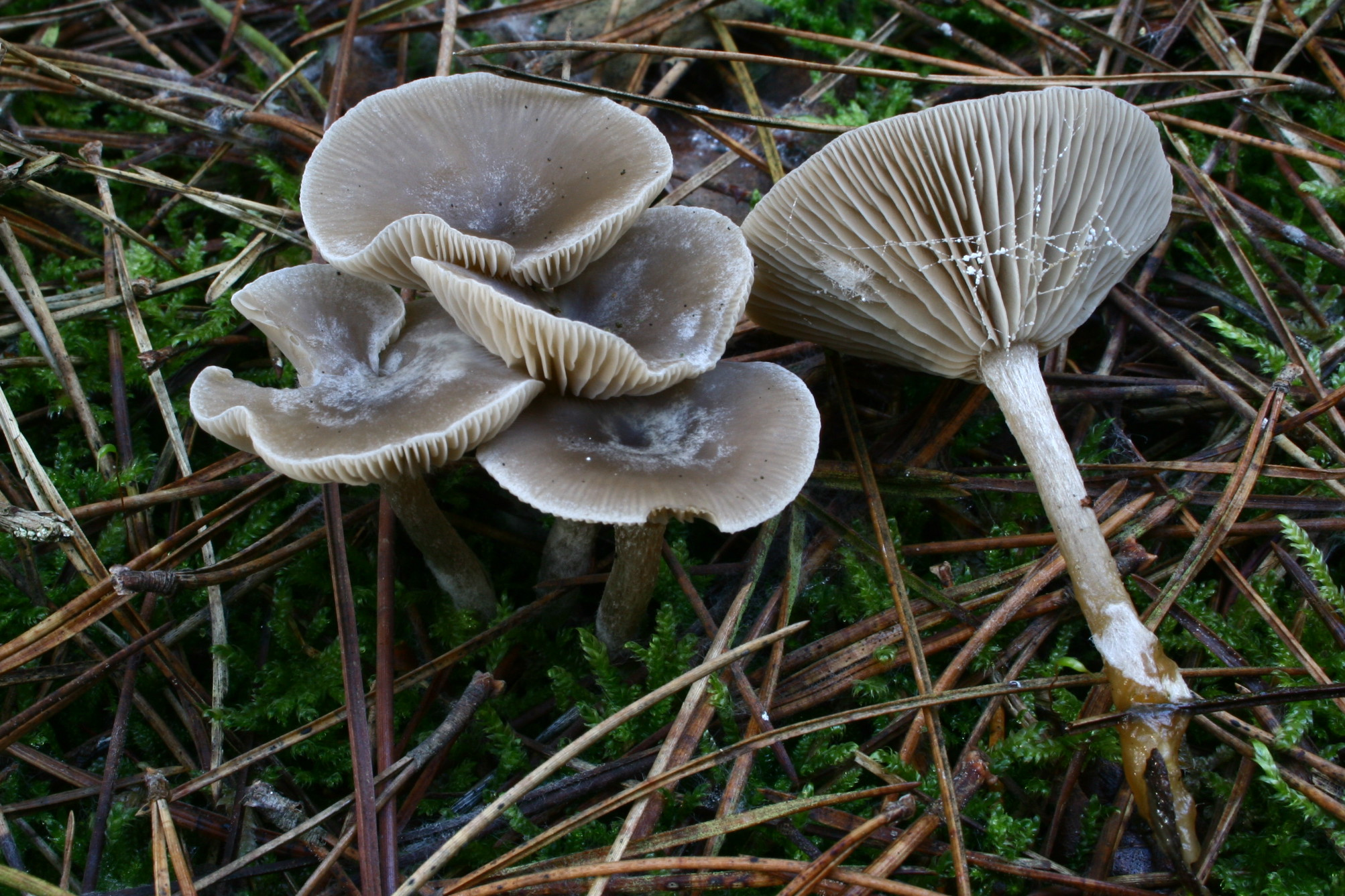
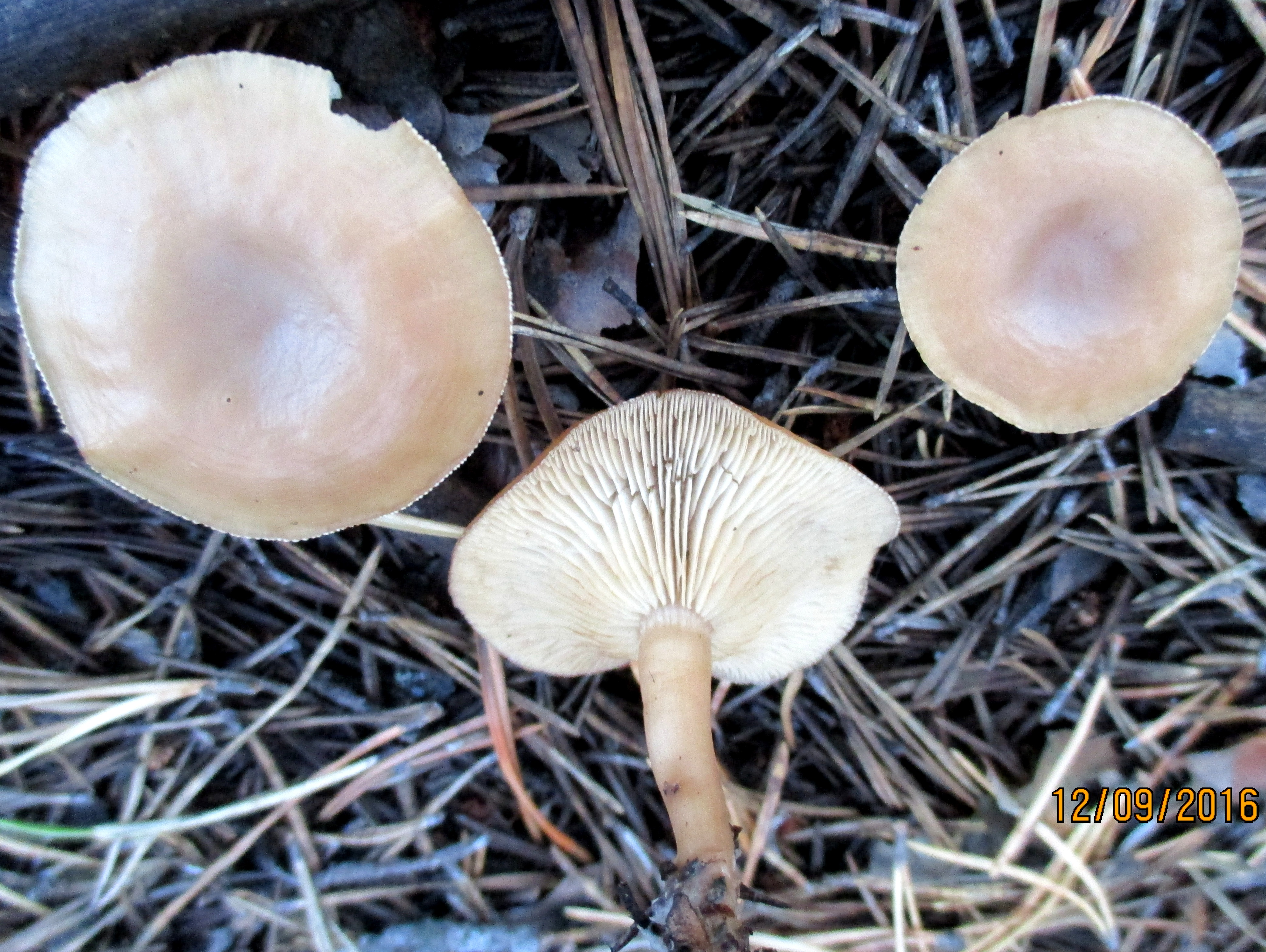
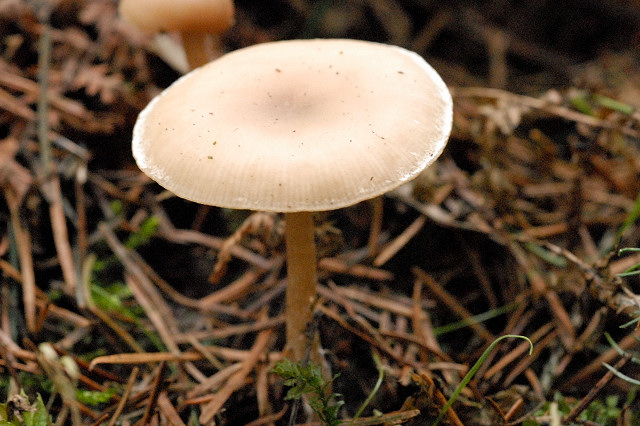
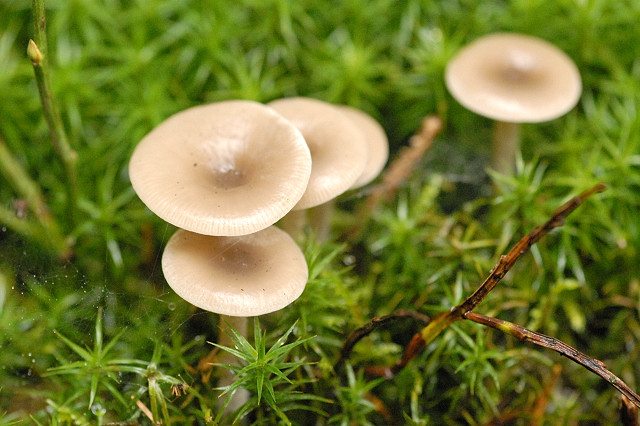
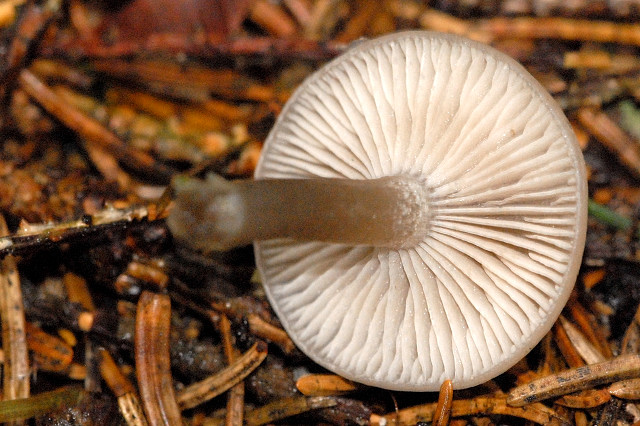

Nem ehető.